# Ventilmetall
Ein Ventilmetall ist ein Metall, das durch anodische Oxidation eine Schicht aus Metalloxid bildet, die elektrisch nichtleitend ist.
Beispielsweise oxidieren in wässrigem Elektrolyt beim Anlegen einer positiven Gleichspannung Aluminium zu Al2O3, Tantal zu Ta2O5, Niob zu Nb2O5 oder Zirconium zu ZrO2. Dieser 1875 von Eugène Ducretet entdeckte Effekt wird bei Elektrolytkondensatoren und elektrolytischen Gleichrichtern nutzbar gemacht.  Der Name geht auf die mittlerweile veraltete Bezeichnung „Ventil“ für Gleichrichter zurück.